# Vasco Gonçalves
Vasco dos Santos Gonçalves (3. května 1921 Lisabon – 11. června 2005 Almancil) byl portugalský generál a politik, který zastával funkci předsedy vlády Portugalska od 18. července 1974 do 19. září 1975.

## Předseda vlády
Generál ženijního vojska Gonçalves byl jedním z hlavních představitelů levicového proudu Movimento das Forças Armadas (Hnutí ozbrojených sil), tedy levicových vojáků, kteří se postavili za politický program Portugalské komunistické strany a jejího vůdce Álvara Cunhala. Krátce zastával funkci ministra školství a kultury (od 29. listopadu do 4. prosince 1974) a předsedou vlády byl jmenován prezidentem republiky Antóniem de Spínolou jako náhrada za Adelina da Palma Carlose.
Během Gonçalvesovy vlády byla provedena pozemková reforma a velké znárodnění průmyslu, což ho znepřátelilo s křesťanskými demokraty Josého Pinheira de Azevedy a antikomunisty Antónia de Spínoly. Ten se pokusil 11. března 1975 o státní převrat proti Gonçalvesově vládě; puč se nezdařil a Spínola odešel do exilu. To Gonçalvesovu moc posílilo, a on se stal členem triumvirátu Movimento das Forças Armadas spolu s prezidentem republiky Gomesem a velitelem pozemních sil Carvalhem; tento triumvirát se objevil na obálce amerického časopisu Time s titulkem „Portugalská rudá trojka" (kvůli levicovým tendencím svých členů).
V září 1975 politická nestabilita a nespokojenost pravice vedly k nahrazení Gonçalvese umírněným Josém Pinheiro de Azevedem v čele vlády. Po neúspěšném státním převratu 25. listopadu 1975 převzaly v rámci Hnutí ozbrojených sil převahu umírněné proudy a Gonçalves ztratil svůj politický vliv.

## Vyznamenání
Za své služby Gonçalves obdržel Řád důstojníka Vojenského řádu sv. Benedikta z Avis (1. dubna 1961) a kubánský Řád José Martího.